# Лихтенштейн на летних юношеских Олимпийских играх 2014
Лихтенштейн на летних юношеских Олимпийских играх 2014, проходивших в китайском Нанкине с 16 по 28 августа, был представлен одним спортсменом в одном виде спорта.

## Состав и результаты

### Плавание
Лихтенштейн представлял один пловец.

#### Девушки
| Спортсмен     | Дисциплина         | Предварительный заплыв | Предварительный заплыв | Полуфинал             | Полуфинал             | Финал                 | Финал                 |
| Спортсмен     | Дисциплина         | Время                  | Место                  | Время                 | Место                 | Время                 | Место                 |
| ------------- | ------------------ | ---------------------- | ---------------------- | --------------------- | --------------------- | --------------------- | --------------------- |
| Тереза Банцер | 100 метров брассом | 1:14,26                | 24                     | Завершила выступление | Завершила выступление | Завершила выступление | Завершила выступление |
| Тереза Банцер | 200 метров брассом | 2:39,88                | 21                     | Не участвовала        | Не участвовала        | Завершила выступление | Завершила выступление |